# Let's Go Crazy (film)
Pour plus de détails, voir Fiche technique et Distribution.
Let's Go Crazy est un court-métrage britannique réalisé par Alan Cullimore, sorti en 1951.

## Synopsis
Dans un night-club, pendant les différents numéros, le maître d'hôtel, Giuseppe, est énervé par un client qui commande du bœuf bouilli et des carottes, Groucho pourchasse les filles, le jeune Cédric flirte, un serveur tente de raser un client avec un couteau à beurre, Crystal Jollibottom est traînée chez elle par son mari, Izzy change de place avec un client et lui vole son repas. Enfin, le club est détruit après que Groucho a posé une bombe sur la scène.

## Fiche technique
- Titre original : Let's Go Crazy
- Réalisation : Alan Cullimore
- Scénario : Peter Sellers, Spike Milligan
- Société de production : Advance Productions
- Société de distribution : Adelphi Films
- Pays d'origine :  Royaume-Uni
- Langue originale : anglais
- Format : Noir et blanc  — 35 mm — 1,37:1 — son mono
- Genre : Comédie
- Durée : 32 minutes
- Dates de sortie : Royaume-Uni : mai 1951

## Distribution
- Peter Sellers : Groucho Marx / Giuseppe / Cedric / Crystal Jollibottom / Izzy Gozunk
- Wallas Eaton : M. Jollibottom
- Victor Harrington : Barman
- Aileen Lewis : un client
- Spike Milligan : le serveur
- Patience Rentoul : une cliente
- Paddy Smith : un client